# Judo na Letních olympijských hrách 2016 – ženy – polostřední váha
Zápasy v judu na Letních olympijských hrách v Riu v kategorii polostředních vah žen proběhly v hale Carioca Arena 2 v přilehlé části Ria de Janeira v Barra da Tijuca 9. srpna 2016.

## Finále
| finále                 |                   |
| ---------------------- | ----------------- |
| Tina Trstenjaková      | Tina Trstenjaková |
| Clarisse Agbegnenouová | Tina Trstenjaková |

## Opravy / O bronz
Poražení čtvrtfinalisté se utkávají mezi sebou v opravách. Vítězové oprav následně vyzvou poražené semifinalisty v boji o bronzovou medaili.
| opravy                    | o bronz             |                     |
| ------------------------- | ------------------- | ------------------- |
| Jang Ťün-sia              | Jarden Džerbiová    | Jarden Džerbiová    |
| Jarden Džerbiová          | Jarden Džerbiová    | Jarden Džerbiová    |
|                           | Miku Taširová       | Jarden Džerbiová    |
| Anicka van Emdenová       | Anicka van Emdenová | Anicka van Emdenová |
| Kathrin Unterwurzacherová | Anicka van Emdenová | Anicka van Emdenová |
|                           | Mariana Silvaová    | Anicka van Emdenová |

## Pavouk
|   | 1/32                     | 1/16                      | čtvrtfinále               | semifinále             | finále                 |
| - | ------------------------ | ------------------------- | ------------------------- | ---------------------- | ---------------------- |
| A | volný los                | Tina Trstenjaková         | Tina Trstenjaková         | Tina Trstenjaková      | Tina Trstenjaková      |
| A | volný los                | Tina Trstenjaková         | Tina Trstenjaková         | Tina Trstenjaková      | Tina Trstenjaková      |
| A | Edwige Gwendová          | Edwige Gwendová           | Tina Trstenjaková         | Tina Trstenjaková      | Tina Trstenjaková      |
| A | Mia Hermanssonová        | Edwige Gwendová           | Tina Trstenjaková         | Tina Trstenjaková      | Tina Trstenjaková      |
| A | Cedevsürengín Mönchdzajá | Cedevsürengín Mönchdzajá  | Jang Ťün-sia              | Tina Trstenjaková      | Tina Trstenjaková      |
| A | Rizlen Zouaková          | Cedevsürengín Mönchdzajá  | Jang Ťün-sia              | Tina Trstenjaková      | Tina Trstenjaková      |
| A | Marian Urdabajevová      | Jang Ťün-sia              | Jang Ťün-sia              | Tina Trstenjaková      | Tina Trstenjaková      |
| A | Jang Ťün-sia             | Jang Ťün-sia              | Jang Ťün-sia              | Tina Trstenjaková      | Tina Trstenjaková      |
| B | volný los                | Jarden Džerbiová          | Jarden Džerbiová          | Mariana Silvaová       | Tina Trstenjaková      |
| B | volný los                | Jarden Džerbiová          | Jarden Džerbiová          | Mariana Silvaová       | Tina Trstenjaková      |
| B | Phupu Lhamu Khatriová    | Maricet Espinosaová       | Jarden Džerbiová          | Mariana Silvaová       | Tina Trstenjaková      |
| B | Maricet Espinosaová      | Maricet Espinosaová       | Jarden Džerbiová          | Mariana Silvaová       | Tina Trstenjaková      |
| B | volný los                | Martyna Trajdosová        | Mariana Silvaová          | Mariana Silvaová       | Tina Trstenjaková      |
| B | volný los                | Martyna Trajdosová        | Mariana Silvaová          | Mariana Silvaová       | Tina Trstenjaková      |
| B | Szandra Szögediová       | Mariana Silvaová          | Mariana Silvaová          | Mariana Silvaová       | Tina Trstenjaková      |
| B | Mariana Silvaová         | Mariana Silvaová          | Mariana Silvaová          | Mariana Silvaová       | Tina Trstenjaková      |
| C | volný los                | Clarisse Agbegnenouová    | Clarisse Agbegnenouová    | Clarisse Agbegnenouová | Clarisse Agbegnenouová |
| C | volný los                | Clarisse Agbegnenouová    | Clarisse Agbegnenouová    | Clarisse Agbegnenouová | Clarisse Agbegnenouová |
| C | Büşra Katipoğluová       | Büşra Katipoğluová        | Clarisse Agbegnenouová    | Clarisse Agbegnenouová | Clarisse Agbegnenouová |
| C | Katerina Nikoloská       | Büşra Katipoğluová        | Clarisse Agbegnenouová    | Clarisse Agbegnenouová | Clarisse Agbegnenouová |
| C | Anicka van Emdenová      | Anicka van Emdenová       | Anicka van Emdenová       | Clarisse Agbegnenouová | Clarisse Agbegnenouová |
| C | Jekatěrina Valkovová     | Anicka van Emdenová       | Anicka van Emdenová       | Clarisse Agbegnenouová | Clarisse Agbegnenouová |
| C | Elis Šlezingrová         | Elis Šlezingrová          | Anicka van Emdenová       | Clarisse Agbegnenouová | Clarisse Agbegnenouová |
| C | Pak Či-jun               | Elis Šlezingrová          | Anicka van Emdenová       | Clarisse Agbegnenouová | Clarisse Agbegnenouová |
| D | volný los                | Miku Taširová             | Miku Taširová             | Miku Taširová          | Clarisse Agbegnenouová |
| D | volný los                | Miku Taširová             | Miku Taširová             | Miku Taširová          | Clarisse Agbegnenouová |
| D | Katherine Hackerová      | Katherine Hackerová       | Miku Taširová             | Miku Taširová          | Clarisse Agbegnenouová |
| D | Laura Sallésová          | Katherine Hackerová       | Miku Taširová             | Miku Taširová          | Clarisse Agbegnenouová |
| D | volný los                | Kathrin Unterwurzacherová | Kathrin Unterwurzacherová | Miku Taširová          | Clarisse Agbegnenouová |
| D | volný los                | Kathrin Unterwurzacherová | Kathrin Unterwurzacherová | Miku Taširová          | Clarisse Agbegnenouová |
| D | Mamadama Bangouraová     | Estefania Garcíaová       | Kathrin Unterwurzacherová | Miku Taširová          | Clarisse Agbegnenouová |
| D | Estefania Garcíaová      | Estefania Garcíaová       | Kathrin Unterwurzacherová | Miku Taširová          | Clarisse Agbegnenouová |